# 장흥고
장흥고(長興庫)는 1392년에 돗자리, 유둔(油芚), 종이 등의 물품을 관장하도록 설치한 기관이었다. 오늘날 조달청의 업무를 일부 수행하는 기관이었다.
현 위치는 서울특별시 종로구 내자동 223번지 일대이다.